# Васил Терзиев (генерал)
Вижте пояснителната страница за други личности с името Васил Терзиев.
Васил Павлов Терзиев е български комунистически партизанин, офицер от Българската народна армия и Държавна сигурност, генерал-лейтенант.

## Биография
Роден е на 10 август 1912 г. в ксантийското село Габрово. През 1933 г. става член на БКП. Между 1935 и 1936 г. лежи в затвора по ЗЗД.
Участва в комунистическото партизанско движение по време на Втората световна война. От 1943 г. е заместник-командир на II ВОЗ. Началник-щаб на Втора пловдивска въстаническа оперативна зона. Представител на зоната във Втора средногорска бригада „Васил Левски“.
След 9 септември 1944 г. влиза в структурите на Българската армия. Между 1952 и 1976 г. е началник на Трето управление – военно контраразузнаване. От 19 септември 1959 г. е генерал-майор. От 1971 до 1990 г. е член на Централната контролно-ревизионна комисия на ЦК на БКП. Брат му Тодор Терзиев също е генерал. С указ № 2105 от 9 август 1982 г. е удостоен със званието Герой на социалистическия труд. Награждаван е с ордените „Георги Димитров“ (1972), „Народна република България“ I, II, III степен, „9 септември 1944 г.“, „Народна свобода 1941 – 1944 г.“ и други.